# Иванов (Тепликский район)
Иванов (укр. Іванів) — село на Украине, находится в Тепликском районе Винницкой области.
Код КОАТУУ — 0523783003. Население по переписи 2001 года составляет 248 человек. Почтовый индекс — 23812. Телефонный код — 3453.
Занимает площадь 0,124 км².

## Адрес местного совета
23812, Винницкая область, Тепликский р-н, с. Комаровка, ул. Октябрьская, 41